# Дуел
Дуел (фр. Douelle) насеље је и општина у јужној Француској у региону Миди Пирене, у департману Лот која припада префектури Каор.
По подацима из 2011. године у општини је живело 832 становника, а густина насељености је износила 94,87 становника/km². Општина се простире на површини од 8,77 km². Налази се на средњој надморској висини од 118 метара (максималној 310 m, а минималној 100 m).

## Демографија
| 1962. | 1968. | 1975. | 1982. | 1990. | 1999. | 2011. |
| ----- | ----- | ----- | ----- | ----- | ----- | ----- |
| 638   | 673   | 648   | 641   | 693   | 738   | 832   |

График промене броја становника у току последњих година